# Nakhon Ratchasima
Khorat o Korat (del tailandés: โคราช) [kʰōː.râːt], oficialmente Nakhon Ratchasima นครราชสีมา [ná(ʔ).kʰɔ̄ːn râːt.t͡ɕʰā.sǐː.māː], es una de las ciudades más importantes de Tailandia.

## Geografía y demografía

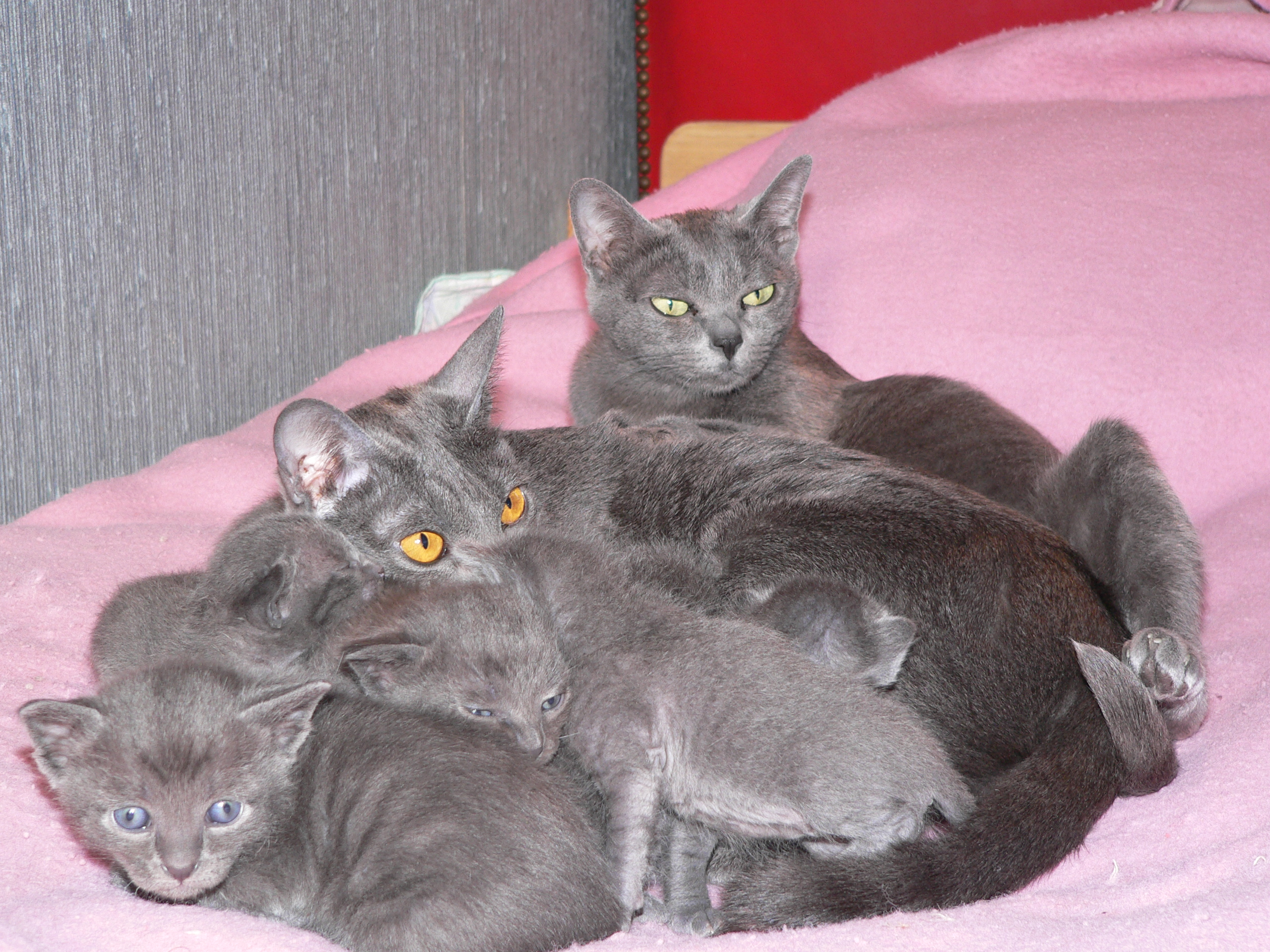
Gatos de la raza Korat

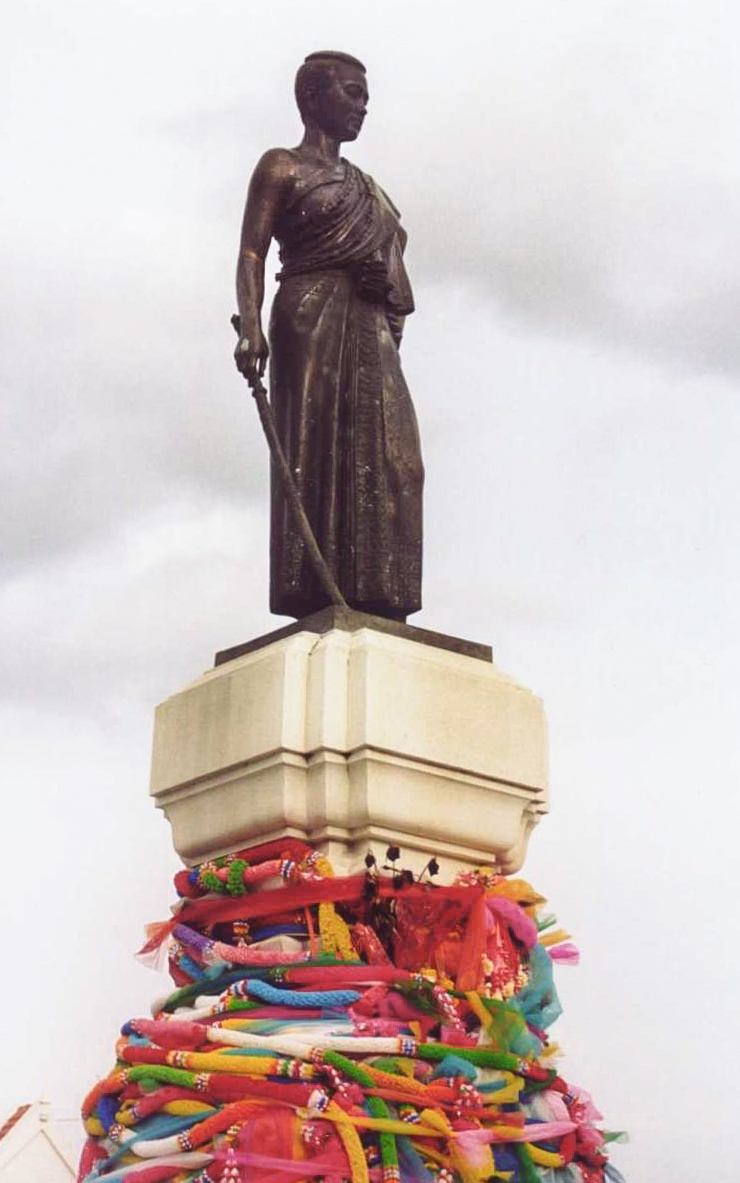
El monumento a Thao Suranari

Korat se encuentra al sudoeste del territorio del Isan en la provincia de Nakhon Ratchasima y es la capital de esta y del distrito del mismo nombre. Es también la zona urbana con más población del Isaan, casi el 10 % de habitantes del territorio en su área metropolitana.

## Uso del nombre de la ciudad
La ciudad de Khorat da su nombre a la meseta de Khorat y a la provincia. 
Como muchas ciudades de Tailandia esta ciudad tiene un nombre popular (Khorat o Korat), utilizado por la gente local para nombrar su ciudad, además de un nombre oficial a menudo muy largo, con un uso más formal y restringido.
Khorat dio su nombre a una raza de gatos llamados "Korat", de piel de color gris azulado y ojos verdes. En tailandés los gatos de la verdad "Korat" ese conocen como Si-sawat (ศรีสวัสดิ์).

## Historia
Históricamente Korat se ha encontrado en la confluencia de tres culturas: jemer, siamesa y lao.
La zona de Korat está situada en la frontera de la cultura siamesa de la Tailandia central y la cultura lao del Isaan. Korat formó parte del Imperio jemer durante muchos siglos cuando había dos ciudades en la misma zona, Sema y Nakhon Raj. Actualmente hay muchas ruinas de templos khmers en los alrededores, como Phimai, pocos km más al norte de Korat. 
Con la decadencia y la desaparición del Imperio jemer en el siglo XIV, la zona de Korat pasó a estar bajo la influencia del reino de Ayuthaya de la Tailandia central. Su rey Narai (1656-1688) ordenó la construcción de la ciudad actual para guardar la frontera oriental de su reino. El nombre de Korat proviene del antiguo nombre Angkor Raj.
Korat fue atacada en 1826 por d'Anouvong, rey de Vientián, que quería detener la expansión de los siameses en los territorios laosianos. En esos tiempos surgió la figura legendaria de Thao Suranari, la heroína local que según dicen tuvo una influencia decisiva en la derrota de ejército de Laos. Actualmente hay una estatua en su honor en el centro de Korat que es venerada como figura histórica representativa de la ciudad. La imagen de Thao Suranari también aparece en el escudo municipal y provincial.
Durante la guerra de Vietnam, a 8 km de Korat se encontraba el aeropuerto estratégico más grande de la Fuerza Aérea de los Estados Unidos de América en la zona. Conocida como  Korat RTAFB, la base funcionó de 1962 a 1975. Los bombarderos B-52 que bombardeaban Vietnam del Norte, el Vietnam del Sur, Laos y Camboya tenían como base este aeropuerto militar. Korat también era la estación del canal 125 de la TACAN (Navegación Aérea Táctica) para los aviones militares de la zona. Como en otros lugares de Tailandia (Udon Thani, Ubon Ratchathani y U-Tapao) la presencia de militares americanos cerca de la ciudad fue aprovechada para que proliferarán bares y hoteles dedicados a la prostitución.
La gigantesca base americana de Korat desapareció. Actualmente el aeropuerto se ha convertido en una base militar de la Fuerza Aérea de Tailandia (RTAF). También hay un aeropuerto civil con vuelos de cabotaje, pero como se encuentra no muy lejos de Bangkok, a tan solo tres horas por carretera, estos no han tenido mucho éxito comercialmente.

## Servicio
En Korat hay cuatro universidades y un zoo. Se imprimen dos diarios locales: El Korat Daily, en tailandés y el The Korat Post, en inglés. Es una ciudad bien equipada con muchos hospitales, escuelas, complejos deportivos, hoteles, restaurantes y centros comerciales. La vía de tren del nordeste de Tailandia va de Khorat a Nong Khai y comunica esta ciudad con Bangkok, la capital, y con Laos. El núcleo antiguo de Korat está rodeado con una muralla y un foso lleno de agua.

## Clima
En general, existen tres estaciones de la región: caluroso (febrero-mayo), lluvioso (mayo-octubre), frío (octubre-febrero). En la temporada de frío, las temperaturas mínimas de Korat bajan a cerca de 18 °C, y en las zonas rurales, hasta aproximadamente 12 °C.
| Parámetros climáticos promedio de Nakhon Ratchasima (1981-2010)                        | Parámetros climáticos promedio de Nakhon Ratchasima (1981-2010) | Parámetros climáticos promedio de Nakhon Ratchasima (1981-2010) | Parámetros climáticos promedio de Nakhon Ratchasima (1981-2010) | Parámetros climáticos promedio de Nakhon Ratchasima (1981-2010) | Parámetros climáticos promedio de Nakhon Ratchasima (1981-2010) | Parámetros climáticos promedio de Nakhon Ratchasima (1981-2010) | Parámetros climáticos promedio de Nakhon Ratchasima (1981-2010) | Parámetros climáticos promedio de Nakhon Ratchasima (1981-2010) | Parámetros climáticos promedio de Nakhon Ratchasima (1981-2010) | Parámetros climáticos promedio de Nakhon Ratchasima (1981-2010) | Parámetros climáticos promedio de Nakhon Ratchasima (1981-2010) | Parámetros climáticos promedio de Nakhon Ratchasima (1981-2010) | Parámetros climáticos promedio de Nakhon Ratchasima (1981-2010) |
| Mes                                                                                    | Ene.                                                            | Feb.                                                            | Mar.                                                            | Abr.                                                            | May.                                                            | Jun.                                                            | Jul.                                                            | Ago.                                                            | Sep.                                                            | Oct.                                                            | Nov.                                                            | Dic.                                                            | Anual                                                           |
| -------------------------------------------------------------------------------------- | --------------------------------------------------------------- | --------------------------------------------------------------- | --------------------------------------------------------------- | --------------------------------------------------------------- | --------------------------------------------------------------- | --------------------------------------------------------------- | --------------------------------------------------------------- | --------------------------------------------------------------- | --------------------------------------------------------------- | --------------------------------------------------------------- | --------------------------------------------------------------- | --------------------------------------------------------------- | --------------------------------------------------------------- |
| Temp. máx. media (°C)                                                                  | 30.7                                                            | 33.6                                                            | 35.6                                                            | 36.5                                                            | 35.0                                                            | 34.4                                                            | 33.8                                                            | 33.2                                                            | 32.2                                                            | 31.0                                                            | 30.1                                                            | 29.3                                                            | 33                                                              |
| Temp. mín. media (°C)                                                                  | 18.5                                                            | 21.0                                                            | 23.2                                                            | 24.9                                                            | 25.0                                                            | 25.1                                                            | 24.7                                                            | 24.5                                                            | 24.0                                                            | 23.2                                                            | 21.1                                                            | 18.3                                                            | 22.8                                                            |
| Lluvias (mm)                                                                           | 8.2                                                             | 16.1                                                            | 37.1                                                            | 72.2                                                            | 154.1                                                           | 104.5                                                           | 120.9                                                           | 157.2                                                           | 228.3                                                           | 146.3                                                           | 23.9                                                            | 2.7                                                             | 1071.5                                                          |
| Días de lluvias (≥ 1 mm)                                                               | 1                                                               | 2                                                               | 5                                                               | 8                                                               | 15                                                              | 13                                                              | 15                                                              | 16                                                              | 19                                                              | 12                                                              | 4                                                               | 1                                                               | 111                                                             |
| Horas de sol                                                                           | 284.2                                                           | 245.1                                                           | 253.8                                                           | 248.1                                                           | 237.5                                                           | 208.6                                                           | 194.6                                                           | 187.3                                                           | 169.0                                                           | 233.4                                                           | 257.3                                                           | 282.0                                                           | 2800.9                                                          |
| Humedad relativa (%)                                                                   | 64                                                              | 62                                                              | 61                                                              | 65                                                              | 73                                                              | 72                                                              | 73                                                              | 75                                                              | 80                                                              | 78                                                              | 71                                                              | 66                                                              | 70                                                              |
| Fuente: Thai Meteorological Department (Normal 1981-2010), (días de lluvias 1961-1990) |                                                                 |                                                                 |                                                                 |                                                                 |                                                                 |                                                                 |                                                                 |                                                                 |                                                                 |                                                                 |                                                                 |                                                                 |                                                                 |